# Bactrophora
Bactrophora is een geslacht van rechtvleugeligen uit de familie Romaleidae. De wetenschappelijke naam van dit geslacht is voor het eerst geldig gepubliceerd in 1842 door Westwood.

## Soorten
Het geslacht Bactrophora omvat de volgende soorten:
- Bactrophora dominans Westwood, 1842
- Bactrophora mirabilis Bruner, 1905